# Сигнатура атаки
Сигнату́ра ата́ки (вируса) — характерные признаки компьютерного вируса, используемые для их обнаружения. Большинство современных антивирусов, сканеров уязвимостей и систем обнаружения вторжений (СОВ) используют «синтаксические» сигнатуры, взятые непосредственно из тела атаки (файла вируса или сетевого пакета, принадлежащего эксплойту). Также существуют сигнатуры, основанные на поведении или аномалиях — например, слишком агрессивное обращение к какому-либо сетевому порту на компьютере.
Пример сигнатуры из тела вируса Email-Worm.Win32.Happy, опубликованный в журнале Virus Bulletin:
Happy New Year 1999